# Oberonia subligaculifera
Oberonia subligaculifera är en orkidéart som beskrevs av Johannes Jacobus Smith. Oberonia subligaculifera ingår i släktet Oberonia och familjen orkidéer. Inga underarter finns listade i Catalogue of Life.